# A hercegnő és a robot
A hercegnő és a robot (eredeti cím: A Princesa e o Robô) 1983-ban bemutatott brazil rajzfilm, amely Maurício de Sousa Mónika és barátai című filmsorozata alapján készült. Műfaj sci-fi film. Brazíliában 1983. december 23-án, Magyarországon 1987. október 29-én mutatták be a mozikban.

## Szereplők
| Szereplő      | Eredeti hang          | Magyar hang        |
| ------------- | --------------------- | ------------------ |
| Mesélő        | Ronaldo Batista       | Végvári Tamás      |
| Mónika        | Marli Bortoletto      | Detre Annamária    |
| Robot         | André Luís            | Gyabronka József   |
| Mimi hercegnő | Flora Maria Fernandes | Kútvölgyi Erzsébet |
| Lord Főnyúl   | Araquem Saldanha      | Márton András      |
| Nyúlkirály    | Marthus Mathias       | Képessy József     |
| Zoiudo        | Older Cazarré         | Kerekes József     |
| Ötös Jakab    | Angélica Santos       | Lippai László      |
| Margitka      | Elza Gonçalves        | Besztercei Zsuzsa  |
| Folti         | Paulo Camargo         | Forgács Péter      |
| Angyal        | Denise Simonetto      | Rudolf Péter       |
| Franklin      | Orlando Vigiani Filho | Straub Dezső       |
| Nyúl őrmester | N/A                   | Csurka László      |
| Arauto        | N/A                   | Kassai Károly      |
| Miniszter     | N/A                   | Peczkay Endre      |

## Betétdalok
- Pulsar
- Tema de Abertura
- Bate-Que-Bate
- A Princesa Mimi
- Rumo ao Planeta Cenourano
- Tum-Tum
- O Espião Zouido
- O Robozinho Sem Coração
- Tema Final